# 하라 다쓰노리
하라 다쓰노리(일본어: 原 辰徳, 1958년 7월 22일 ~ )는 일본의 전 프로 야구 선수이자 야구 지도자, 야구 해설가·평론가이다. 후쿠오카현 오무타시에서 태어나 가나가와현 아쓰기시, 사가미하라시(현: 미나미구)에서 자랐으며 현역 시절 포지션은 내야수, 외야수였다.

## 개요
도카이 대학을 졸업하고 1980년 프로 야구 드래프트 1순위로 요미우리 자이언츠에 입단, 1995년에 현역에서 은퇴할 때까지 15년 동안 요미우리를 대표하는 중심 타자로서 활약했다. 은퇴 후에는 NHK 야구 해설자를 거쳐 1999년부터 2001년까지 요미우리 야수 종합 코치, 2002년에는 나가시마 시게오 감독의 뒤를 이어 차기 감독으로 부임해 2003년까지 맡았고 2006년에 요미우리 감독으로 복귀하여 2015년까지 역임, 2019년에 다시 요미우리 감독으로 복귀하여 2023년까지 맡았다. 2009년에는 월드 베이스볼 클래식 일본 국가대표팀 감독을 역임하여 대회 2연패 달성을 이끌었으며 2008년부터 국제무도대학 객원교수, 2016년부터 도카이 대학 객원교수를 맡았다.
현역 시절 (영원의·헤이세이의)와카다이쇼(（平成の）若大将)라는 별명을 가졌다.
아버지는 후쿠오카현립 미이케 공업고등학교 야구부 감독을 지내면서 고교 야구 전국 대회 우승으로 이끌었고 도카이대학 부속 사가미 고등학교와 도카이대학 경식 야구부 등에서 감독을 맡은 하라 미쓰구이다. 다쓰노리와 마찬가지로 사가미 고등학교, 도카이 대학 야구부에 소속하여 요미우리 자이언츠에 입단한 투수 스가노 도모유키는 질남(외조카)에 해당한다.

## 인물

### 프로 입단 전
어린 시절을 후쿠오카현 오무타시에서 보내고 오무타시에 있는 도요 고압(현재의 미쓰이 화학) 오무타의 사택에서 살았으며, 같은 사택에는 마유미 아키노부도 거주하고 있었다. 사립 히라바루 유치원, 오무타 시립 히라바루 초등학교, 오무타 시립 미이케 초등학교, 오무타 시립 시라카와 초등학교로 전학했고 초등학교 2학년 때 아버지가 도카이 대학부속 사가미 고등학교의 감독으로 부임한 것에 의해 가나가와현 아쓰기시로 이사를 갔고 아쓰기 시립 미도리가오카 초등학교, 아쓰기 시립 난모리 중학교, 사가미하라 시립 가미쓰루마 중학교 등을 전학했다. 중학교 시절 가나가와현 아쓰기시의 공영 단지에 살고 있었지만 그 단지의 같은 동네에는 추리소설가 모리무라 세이이치 일가도 살고 있었다.

#### 고교 시절
1974년에 도카이 대학 부속 사가미 고등학교에 입학하여 1학년 때부터 주전 3루수로서 활약하는 등 하계 고시엔 대회에 3년 연속으로 출전했고 이듬해 1975년 춘계 고시엔 대회(제47회 선발 고등학교 야구 대회)에도 출전했다. 이 대회에서는 결승전까지 올라가 연장전에서는 접전 끝에 고치 고등학교한테 패했지만 준우승이라는 성적을 거뒀다. 고시엔의 각 대회에서는 나중에 프로 야구에서도 활약하는 사다오카 쇼지, 우노 마사루, 쓰치야 마사카쓰, 스기무라 시게루 등과 명승부를 펼치고 있었다. 지구 대회인 가나가와현 대회에서는 가와사키 구장의 만원 관중으로 몰릴 정도의 ‘하라 열기’를 일으켰는데 당시의 팀은 하라 외에도 쓰스에 히데아키(쓰스에는 도카이 대학 동기이기도 하며 훗날 요미우리에서도 팀 동료가 됐다), 쓰나시마 사토시, 사토 이사오, 무라나카 히데토 등의 좋은 선수를 거느리고 있었다. 고교 통산 홈런 기록은 43개였다.
이듬해 1976년 프로 야구 드래프트 회의에서 세간의 주목을 받았지만 하라는 드래프트 회의 직전에 프로팀 입단을 거부하고 수도 대학 야구 연맹의 베테랑으로 유명할 정도의 강호였던 도카이 대학에 진학하겠다는 입장을 밝혔다. 전체 구단으로부터 ‘지명 없음’이라는 초유의 상황의 일어나면서 드래프트 직후에 요미우리 자이언츠의 구단주인 쇼리키 도루와 나가시마 시게오 감독이 “하라의 영입에 나선다”라고 언급했고 쇼리키 구단주가 “이미 손을 썼다”라고 발언하는 등 이 사실을 전해들은 마쓰마에 시게요시 도카이 대학 총장이 격노했다. 마쓰마에 총장은 기자회견에서 “내가 살아 있는 동안 하라는 프로에 보내지 않는다. 만약 프로에 가는 일이 있으면 그도 죽게 된다”라고 말하는 등 약간의 소동이 있었다.

#### 대학 시절
그 후 도카이 대학 정치경제학부 경제학과에 입학하여 엔도 가즈히코는 선배, 이치카와 가즈마사와는 대학 동기, 다카노 히카루는 후배에 해당한다. 그 당시 도카이 대학은 대학 야구에서 별로 인기가 없는 수도 대학 야구 연맹에 가입되어 있었는데 하라를 보러 온 팬들의 요청에 쇄도하는 사태에 대비해서 가입한 대학교의 그라운드에서 치러지는 경기에 더해 가와사키 구장과 요코하마 스타디움 등을 사용했다.
1학년 때 추계 리그전에서 첫 홈런을 때려냈지만 타율 2할 6푼 7리의 저조한 성적으로 타격 10위권에 들지 못했다. 수도 대학 리그에서는 세 차례의 최고 수훈 선수, 1학년 때 추계 리그를 제외한 7차례의 베스트 나인에 선정됐고 타격 3관왕을 두 차례 달성했고(2학년 추계, 4학년 춘계) 리그 통산 93경기에 출전하여 362타수 144안타, 타율 3할 9푼 8리, 21홈런, 105타점을 기록했다. 대학 1학년 때 가을에 열린 메이지 진구 야구 대회에서는 도쿄 6대학 리그의 에이스로 군림하고 있던 호세이 대학의 에가와 스구루와 상대하면서 4타수 2안타 1홈런을 기록했지만 같은 해 전일본 대학 야구 선수권 대회와 메이지 진구 야구 대회에서는 모두 결승에서 패배했다.
3학년 때 일본에서 개최된 미일 야구에서는 와세다 대학 4학년인 오카다 아키노부와 각각 3번과 4번을 맡아 하와이 대학교의 에이스 데렉 다쓰노 등과 맞붙었다. 이 대회에서도 역전 만루 홈런을 기록하는 등의 눈부신 활약을 보였을 뿐만 아니라 대학 4학년 때 가을에 열린 메이지 진구 야구 대회에서 한 경기에 무려 3개의 홈런을 날리는 등 대활약을 펼쳐 ‘나가시마 시게오의 재림’이라고 불릴 정도로 한층 더 큰 기대를 모았다. 1980년 일본에서 개최된 아마추어 야구 세계 선수권대회에서 대학생으로서는 유일하게 일본 대표팀 선수로 발탁되어 출전했다(3위로 입상).
1980년 프로 야구 드래프트 회의에서 4개 구단이 경합을 벌인 끝에 요미우리 자이언츠의 감독으로 취임한 후지타 모토시가 낙첨 1순위로 적용하여 요미우리에 입단했는데 입단이 결정된 직후 닛폰 TV에서는 특집 프로그램이 방송되기도 했다. 등번호에 대해서는 1980년 시즌 끝으로 요미우리 감독직에서 물러난 나가시마 시게오는 “가능하다면 (영구 결번이 된)나의 등번호 3번을 물려주고 싶다”라고 발언을 할 만큼 큰 호감을 보였으나 다카다 시게루가 현역에서 은퇴함에 따라 비어있던 등번호인 8번으로 결정됐다. 1985년까지는 이 등번호를 본뜬 만화 《에이트맨》의 주제가가 하라의 초기 응원가로 쓰여졌다. 감독 시절의 응원가는 현역 시절과 동일하지만 제1차 감독 시절에서의 마지막 경기가 된 2003년 10월 7일 한신 타이거스(한신 고시엔 구장)전에서 요미우리 응원단은 누가 타석에 들어서든 간에 하라의 응원가를 계속 불렀다.
이듬해 1981년 3월, 도카이 대학 정치경제학부 경제학과를 졸업했다.

### 프로 야구 선수 시절

#### 1980년대
1981년 개막전에 6번·2루수로서 선발 출전해 프로 첫 타석은 주니치 드래곤스의 미사와 준 앞에 떨어지는 2루수 플라이로 아웃당했지만 교체 등판한 우시지마 가즈히코로부터 첫 안타를 때려낸데 이어 다음날 경기에서는 고마쓰 다쓰오로부터 프로 데뷔 첫 홈런을 기록했다. 그로부터 17일 후에 열린 요코하마 다이요 웨일스와의 경기(기타큐슈 시민 구장)에서는 엔도 가즈히코를 상대로 자신의 첫 끝내기 홈런도 때려내면서 경기 종료 후 흥분한 일부 팬들이 대거 그라운드에 난입하는 한바탕 소동이 일어나기도 했다. 시즌 초반에는 팀의 포지션 사정에 의해 2루수로서 출전했었지만 당시 주전 3루수였던 나카하타 기요시의 부상에 따라 아마추어 시절부터 포지션을 갖고 있던 3루를 맡게 됐다. 공석이 된 2루에는 시노즈카 도시오가 들어오면서 나카하타는 1루로 복귀, 내야의 주전급 선수들이 갖춰졌다. 그 해 시즌 성적은 22개의 홈런과 67타점을 기록한 공로로 센트럴 리그 신인왕을 수상했다.
1982년에는 홈런 개수를 33개로 늘려 최다 승리 타점을 석권했는데 1위와의 홈런은 2개 차이, 타점은 3타점 차로 모두 시즌 홈런왕과 타점왕을 연달아 석권한 가케후 마사유키에 뒤를 이어 2위를 차지했다.
이듬해 1983년에는 시즌 최다이자 프로 데뷔 후 처음으로 3할 대의 타율을 기록하면서 타점왕과 최다 승리 타점을 연달아 석권하는 등 요미우리의 리그 우승에 기여했고 동시에 센트럴 리그 MVP로 선정됐다. 요미우리에서 3할 대의 타율과 30홈런, 100타점 달성은 아오타 노보루, 나가시마 시게오, 오 사다하루에 뒤를 이은 구단 역사상 네 번째의 쾌거였다.
1986년, 작년을 웃도는 쾌조의 컨디션으로 홈런을 기록하고 있었지만 그해 9월 24일 히로시마 도요 카프와의 25차전에서 상대 투수 쓰다 쓰네미가 던진 직구를 파울로 걷어내다가 왼쪽 손목 유구골 골절상을 입어 남은 모든 경기에서의 결장을 피할 수 없었다. 이 부상은 “타자인 하라 다쓰노리의 생명은 사실상 이 부상으로 인해 이 때 끝났다”라고 이후에 자신이 회고했을 정도로 막대한 영향을 미쳤다. 방망이와 공이 맞닿는 충돌의 순간에 왼손을 사용해서 밀어넣는 동작을 취할 때 최고조였던 시기와 골절 당한 후를 비교하면 위화감이 내내 없어지지 않았다는 것이다. 그 이후 부상당했던 왼쪽 손목 부상에 더해 아킬레스건 통증까지 겹쳐 부상 슬럼프에 시달렸다. 1987년과 1988년에는 2년 연속 타율 3할 대와 30개가 넘는 홈런을 기록했고 특히 1988년에는 홈구장인 도쿄 돔에서 팀 홈런이 급격하게 감소되는 와중에 끝까지 홈런왕 경쟁에 뛰어들었다. 그 후 1996년의 마쓰이 히데키까지 팀내에서 30홈런을 기록한 선수는 나오지 않았다.
1989년에는 좌익수로 수비 위치가 변경되면서 그 해 신인 시절부터 9년 연속 20홈런 신기록을 달성했다. 이후 긴테쓰 버펄로스와의 일본 시리즈에서는 일본 시리즈 개막부터 18타석 연속 무안타라는 극도로 부진에 빠졌다 하지만 도쿄 돔에서 열린 5차전에서 긴테쓰의 요시이 마사토는 하라가 타석에 들어서기 전 4번 타자였던 워렌 크로마티를 일부러 고의 사구를 내보내는 만루 작전을 취하면서 이 날까지 무안타에 그칠 정도로 부진해 시달리고 있던 하라와 승부를 가리는 작전을 선택했다. 그러나 하라는 이 일본 시리즈에서의 첫 안타가 되는 만루 홈런을 때려내 결정적인 타격을 보여주었다. 하라는 이 일본 시리즈에서 불과 2안타로 끝났지만 그 2안타가 5차전에서의 만루 홈런, 7차전에서 2점 홈런을 때려내는 등 모두 홈런으로 연결했고 일본 시리즈 MVP로 선정된 고마다 노리히로와 웃도는 6타점을 기록하였다.

#### 1990년대
1990년에는 개막전에서 옆구리 통증을 일으켜 전력에서 이탈해 한때는 임의 은퇴로 공시됐으나 3할이 넘는 타율을 기록하여 팀의 리그 우승에 기여했다. 정규 시즌 127번째 경기인 나고야 구장에서의 주니치전에서 3개의 홈런을 때려내며 10년 연속 20홈런을 달성했고 이듬해 1991년에는 입단 이후 11년 연속 20홈런이라는 일본 기록 경신과 연간 희생 플라이의 리그 신기록을 달성하는 등 2년 연속 베스트 나인에 선정됐다. 그러나 프로 입단 이후 첫 B클래스 추락(당시 팀 성적은 B클래스에 해당되는 4위)을 경험했고 연봉도 조금 불어난 9,900만 엔으로 1억 엔에 미치지 못했다.
1992년에는 1루수로 전향하여 당초 3루로의 복귀도 검토되고 있었지만 그 배경에는 불안정한 좌익 수비와 그 영향으로 성적이 떨어진 것, 또한 이미 팬들 사이에서 ‘하라 = 3루’라는 이미지가 정착되고 있어 외야수 전향에 의해 그것이 가려버렸던 것 등의 이유였다. 그러나 결국 아킬레스건 통증의 악화 등을 고려하면서 다시 1루수로 위치가 변경됐다. 입단 이래 12년 연속 20홈런이라는 일본 기록을 경신했고 그 해 오프에는 고마다, 사이토 마사키와 함께 역대 요미우리의 일본인 선수로서는 처음으로 1억 엔을 돌파한 선수가 됐다.
1993년에는 3루수로 다시 복귀해 5월 2일에 4번 타자로 출전하여 통산 1000경기에 도달했다. 그러나 갑작스런 부진에 시달리면서 극심한 타격 슬럼프에 빠졌고 프로 데뷔 이래 최초로 규정 타석 미달로 시즌을 마쳤다. 개막 이후부터 21경기를 치른 5월 5일까지 홈런이 나오지 않을 정도의 타격 부진을 겪으면서 신인 시절부터 계속돼 왔던 시즌 20홈런 이상 기록이 12년으로 끝나는 등 프로 데뷔 이후 최저 성적으로 시즌을 마감했다. 그 해 시즌 종료 후 주니치의 간판 타자로 활약했던 오치아이 히로미쓰가 FA를 선언하여 요미우리에 이적, 4번 타자가 될 것이 확실해져 하라는 미묘한 입장에 서기도 했다.
1994년, 왼쪽 다리의 아킬레스건 일부가 끊어지면서 시즌 개막을 2군에서 맞이했고 1군 첫 출전은 개막 때부터 53경기째인 6월 14일의 한신전이었다. 7번 타자로 선발 출전했지만 드래프트 1순위 지명을 받은 신인이면서 지난 달에 월간 MVP로 선정된 야부 게이이치로부터 홈런을 때려내는 고집을 보였다. 2년 연속으로 규정 타석에는 채우지 못했지만 여름에 3타석 연속 홈런을 기록하는 등의 맹활약을 보여 입단 이래 14년 연속 두 자릿수 홈런을 달성했다. 팀은 10월 8일에 열린 일명 ‘10.8 결전’에서는 4년 만에 리그 우승을 하였고 일본 시리즈에서 하라는 결장한 오치아이를 대신해 4번·1루수로 출전, 2차전에서 세이부 라이온스의 구도 기미야스로부터 요미우리가 이 경기에서 유일한 득점이 되는 적시타를 때려내 구단 창설 60주년에서의 일본 시리즈 우승에 기여했다.
1995년에는 현역 은퇴를 선언했는데 구단으로부터 권유를 거절한 결단이었다. 하라의 은퇴 발표 후에 치러진 경기에서는 원정 구장에서도 내 편 네 편 구분없이 팬들로부터 열렬한 성원이 있었다. 은퇴 경기는 요미우리의 홈 경기 일정이 센트럴 리그 타 구단보다 빨리 소화됐다는 점과 시즌 막판까지 팀이 우승 경쟁을 하고 있던 것으로 인해 당초에는 예정돼 있지 않았지만 8월에 열린 히로시마와의 연장 15회 무승부 재경기가 10월 8일에 편성되면서 이것이 은퇴 경기가 됐다. 은퇴 경기에는 도쿄 돔의 스케줄 형편상 당시로서는 보기 드문 주간 경기로 열렸다. 하라는 4번 타자 겸 3루수로서 출전해 기토 마코토로부터 좌중간 스탠드를 향해 개인 통산 382호 홈런을 때려냈다. 현역 마지막 타석에서는 히로시마측의 조정에 의해 오노 유타카가 원포인트로 등판하여 라이벌 대결이 펼쳐졌는데 결과는 좌익수 뜬공이었다.
경기는 2대 3으로 요미우리가 패했지만, 경기 종료 후에 가진 은퇴식에서 하라는 과거에 괴로웠던 심정을 토로하여 다음과 같이 말했다.
| “ | 요미우리 자이언츠의 4번 타자에게는 아무도 침범할 수 없는 성역이 있습니다. 오늘 나의 꿈은 끝났습니다. 하지만 제 꿈은 계속됩니다. | ” |

### 평론가 시절
1996년에는 NHK 야구 해설자, 스포츠 호치 야구 해설자로 부임해 프로 야구 중계를 해설하는 것 외에도 NHK 종합 텔레비전의 《선데이 스포츠》에서 메인 캐스터를 맡아 1999년 3월까지 맡았다.

### 코치 시절
1999년, 나가시마 시게오가 감독을 맡은 가운데 요미우리의 야수 종합 코치로 부임하여 야구계에 복귀했다. 첫 스프링 캠프에서는 외야 노크 때 홈런을 연발하는 진기한 플레이를 선보였다. 본인은 “방망이로 쳐서 스탠드를 향해 들어가는 것이 내 직업이었던 탓에 그만 이래 버렸다”라고 말했다. 2000년에는 수석 코치로 승격했다.

### 제1차 감독 시절
2001년 시즌 종료 후 용퇴한 나가시마의 후임에 요미우리 차기 감독으로 부임, 등번호는 80에 나가시마가 붙였던 3을 더한 83번으로 결정했다. 부임 1년째인 2002년에 팀 슬로건은 ‘자이언츠 사랑’(ジャイアンツ愛)으로 정했다. 당시 구단주였던 와타나베 쓰네오에게 요청하여 현역 시절부터 친분이 있으면서 미국에서 코치 유학 생활하고 있던 가토리 요시타카를 수석 코치로 초빙했다.
2002년에는 은퇴까지 생각하고 있던 구와타 마스미의 선발 복귀, 부상으로 1군에서 빠졌던 가와하라 준이치의 마무리 투수로 전향, 시미즈 다카유키를 1번 타자로 기용하는 등 대담한 선수 기용을 선보이면서 부임 첫 해 86승 2무 52패라는 성적을 기록하여 팀의 센트럴 리그 우승을 이끌었다. 일본 시리즈에서는 세이부 라이온스를 상대로 1990년 세이부 이래 12년 만이 되는 구단 역사상 최초의 무패를 기록한 4연승을 달성해 ‘감독 부임 첫 해의 일본 시리즈 우승’을 달성했다.
그 해에 마쓰이 히데키와 시미즈 이외의 다른 선수들은 부상이 잦았지만 지배하 선수 70명 중 66명을 1군에 적재적소에서 구분하여 활용하는 한편 2군에서 호조를 보였던 선수들을 승격시켜 즉각 선발로 기용하거나 적극적으로 히트 앤드 런과 도루를 이용하는 용병술로 기대 이상의 결과를 남겼다. 6월 19일 요코하마 베이스타스와의 경기에서 11회초 무사 1루 상황에서 타석에 선 타자는 투수이자 좌타자인 오카지마 히데키, 상대 투수는 좌완 투수인 가와하라 류이치였고 벤치에서의 대기 야수 기요하라 가즈히로, 무라타 요시노리, 스즈키 다카히로가 남아 있는 상황을 맞이해 투수인 구와타 마스미를 대타로 지명했다. 요코하마는 투수를 우완 투수인 아즈마 가즈마사를 교체하고 수비진은 번트 시프트를 펼쳤지만 구와타는 초구를 속임수 번트 앤드 런을 처리하여 경기를 승리로 이끌었다. 시즌 종료 뒤 팀의 리그 우승과 일본 시리즈를 동시에 우승을 이끈 공로로 일본 야구계의 최고상인 쇼리키 마쓰타로상을 수상했다.
그러나 이듬해 2003년에는 작년까지 부동의 4번 타자였던 마쓰이 히데키가 FA권을 행사하여 메이저 리그 이적을 비롯해 주력 선수들의 잇따른 부상으로 인한 전력 이탈, 작년 시즌에 호조를 보였던 투수진의 부진, 또 한신 타이거스와의 순위 싸움에서 잇달아 패하는 등 3위를 기록하여 시즌을 마감했다. 다음 시즌에도 지휘를 맡기로 내정돼 있었으나 종반에 접어들면서 주니치에게 밀려 3위로 떨어졌고 구단 대표인 미야마 히데아키를 포함한 구단 수뇌부와의 갈등이 빚어지자 결국 ‘인사 이동’ 명목으로 감독직을 사임하고 특별고문으로 전임했다. 10월 7일 한신 고시엔 구장에서 열린 한신과의 최종전에서는 호시노 센이치 당시 한신 감독은 하라에게 꽃다발을 건네면서 “그 동안 수고 많이했다. 꼭 (현장으로)돌아와라!”라고 격려의 말을 전한 뒤 서로 부둥켜 안았다.

### 요미우리 특별 고문 시절
2004년부터 2년간 요미우리 특별 고문(닛폰 TV 해설자 겸임, 호치 신문 객원 평론가)을 맡아 그라운드 밖에서 팀의 지지대 역할하여 요미우리의 모든 경기를 관전하는 등 팀의 상황을 지켜보기도 했다. 또, TBS 라디오의 프로그램 《하라 다쓰노리의 생생 토크》(‘판클 하라 다쓰노리의 생생 토크’. 2004년 4월부터 9월 … 일요일 9시 55분 ~ 10시, 2004년 10월부터 2005년 12월 … 토요일 17시 ~ 17시 15분 , 도쿄 지구에만 방송)으로 퍼스낼리티를 담당했다.

### 제2차 감독 시절
2005년 시즌 종료 후 호리우치 쓰네오 감독이 성적 부진에 대한 책임을 지고 사임함에 따라 요미우리의 감독으로 재부임됐다. 등번호는 88번.

#### 2006년
시즌 초에는 개막 직후부터 연승을 거듭하는 등 순조롭게 출발했지만 고쿠보 히로키, 다카하시 요시노부 등 주력 선수들의 성적 부진과 부상으로 악재가 겹쳤고 특히 6월과 7월에는 8연패, 10연패, 9연패(그 밖에 적지에서 18연패, 보호 지역 외 26연패 등)를 당해 우승권에서 멀어지자 8월 4일에는 최하위로 떨어졌다. 최종적으로 65승 2무 79패라는 성적을 기록하여 결국 4위로 추락, 팀은 2년 연속 B클래스(4위 ~ 6위, 하위권을 지칭하는 일본 언론의 표현)에 머무는 불명예를 안게 됐다.

#### 2007년
부상으로 출발이 늦어진 우에하라 고지를 ‘이번 시즌만 한정’으로 마무리 투수로 전향시키는가 하면 지금까지 클린업을 맡고 있던 다카하시 요시노부를 1번 타자로 고정시키는 등 파격적인 선수 기용을 통해 팀을 리그 우승으로 이끌었다. 그러나 이 해부터 도입된 플레이오프라고 일컫는 센트럴 리그 클라이맥스 시리즈 제2 스테이지에서 페넌트레이스 2위 팀이었던 주니치에게 첫 경기부터 내리 3연패를 당하여 결국 일본 시리즈 출전 기회를 놓치고 말았다. 추계 스프링 캠프에서는 참가 대상을 한창 성장 중인 신예 선수들로 특화했고 다카하시 요시노부와 우에하라의 포지션에 관해서는 우에하라는 선발 복귀(“선수가 그동안 쌓아온 것이 있으니 강제할 수 없다”라고 발언)했다. 한때 ‘헤이세이 3인방’의 한 축을 담당했고 릴리프 에이스 경험도 있는 마키하라 히로미를 임시 코치로 초빙해서 수호신 후보로 노마구치 다카히코나 니시무라 겐타로의 지도해 달라고 의뢰했다. 신문에서는 2007년을 가리켜 “‘홉, 스텝, 점프’ 중에서 홉의 해 정도는 되는 것 같다”라고 말했다.

#### 2008년
정규 페넌트레이스에서는 개막 초부터 최하위권에 머물면서 한때는 1위 팀 한신 타이거스와의 최대 13경기차가 났지만 시즌 후반이던 8월부터 9월까지 12연승을 포함한 26경기에서 21승을 기록하는 등 맹추격하면서 상위권에 진입했다. 10월 8일에는 한신을 추월하여 선두 자리를 차지했고 10월 10일에 리그 우승을 결정짓는 야쿠르트전에서 승리를 거두는 등 2년 연속 리그 우승을 달성했다. 클라이맥스 시리즈 제2 스테이지에서는 3위 팀 주니치를 상대로 어드밴티지 1승을 포함한 3승 1무 1패의 성적으로 2002년 이후 일본 시리즈 진출을 결정지었다. 하지만 퍼시픽 리그 우승 팀 사이타마 세이부 라이온스와의 일본 시리즈 맞대결에서는 3승 4패의 성적을 기록, 우승 달성에는 실패했다.
그해 메이지 진구 야구장에서의 빗속으로 열린 개막전에서는 주전 유격수였던 니오카 도모히로가 다리 부상을 당하면서 주전 2루수이자 선발 멤버였던 19세의 사카모토 하야토(당시 2년차)를 원래 포지션인 유격수로 되돌아왔고 사카모토는 이 경기 후 2008년 시즌 모든 경기에서 전 이닝을 모두 출전하는 등 급성장을 이루었다. 야수에서는 그 외에 가메이 요시유키나 육성 선수였던 인젠 도모야 등을 적극 기용하였고 투수진에서는 육성 선수였던 야마구치 데쓰야를 비롯해 젊은 선수인 오치 다이스케 등을 적극적으로 기용하여 젊은 선수와 중견 선수, 그리고 베테랑 선수들을 구분해서 기용했다는 높은 평가를 받았다. 시즌 종료 후인 10월 28일에는 일본 야구 기구로부터 2009년 월드 베이스볼 클래식 일본 야구 국가대표팀의 감독을 맡아달라는 요청을 받아 이를 수락하여 감독으로 취임, ‘사무라이 재팬’(侍JAPAN, サムライジャパン)이라는 팀의 슬로건을 내걸었고 등번호는 83번으로 결정하였다.

#### 2009년

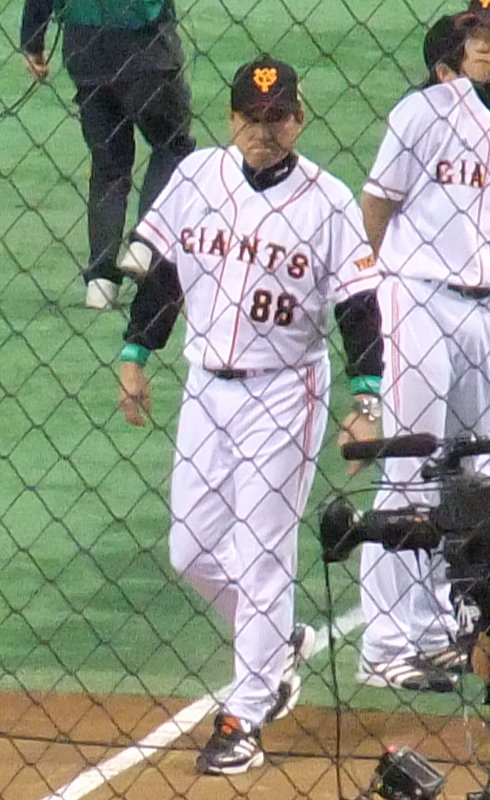
하라 다쓰노리(2009년 일본 시리즈 당시)

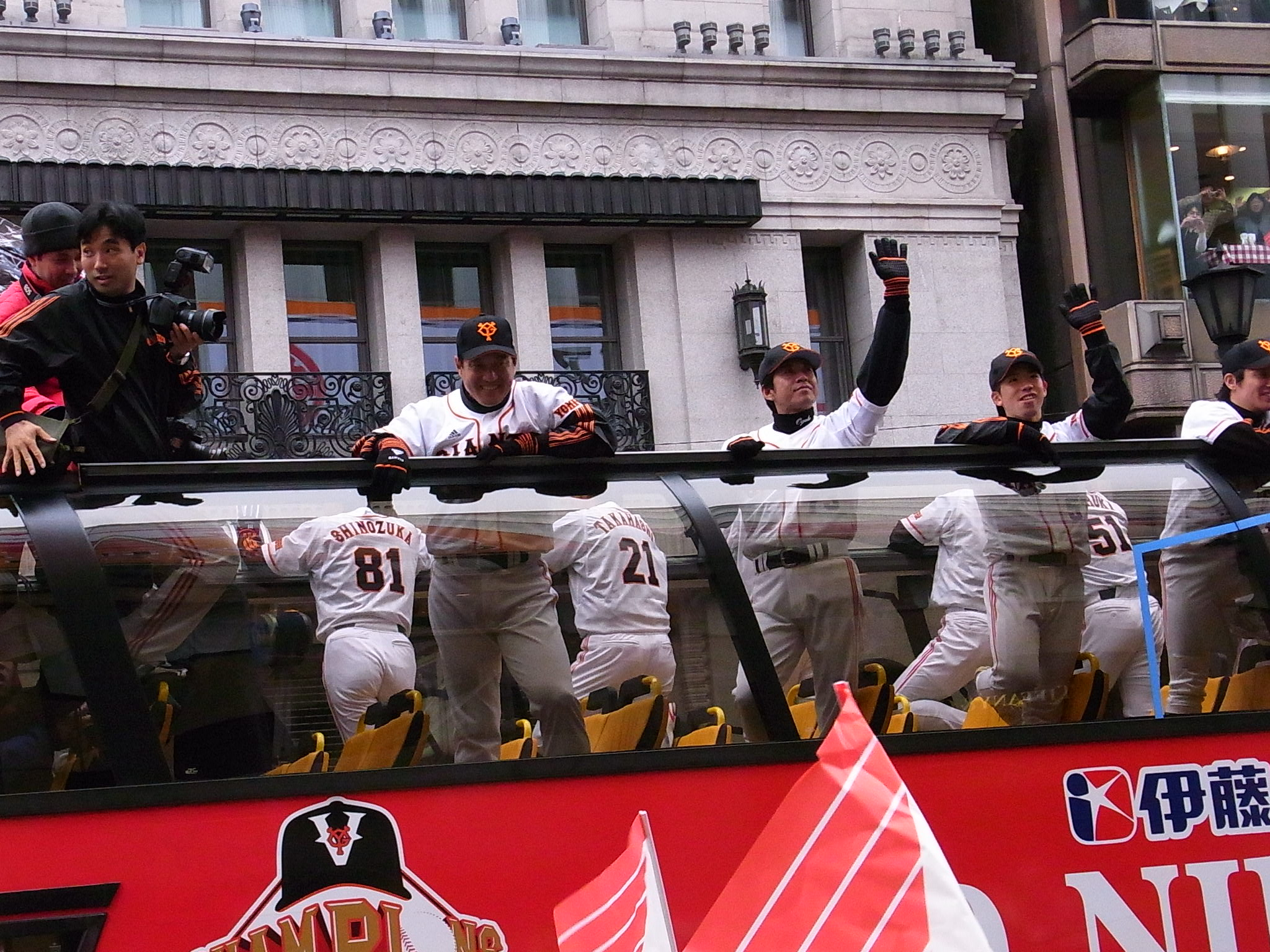
우승 퍼레이드 당시의 모습(2009년 11월 22일 촬영)

제2회 월드 베이스볼 클래식이 열린 이듬해 3월 24일, 결승전 상대팀 대한민국과의 맞대결에서 연장 10회 접전 끝에 5대 3으로 누르고 팀의 2회 연속 우승을 달성했다.
정규 시즌이 개막하면서 육성 선수 출신의 마쓰모토 데쓰야나 사카모토·가메이, 하라 본인이 ‘바람신과 번개신’(風神・雷神)이라고 이름을 붙인 좌우 중간 계투 콤비인 야마구치와 오치 등의 젊은 선수들이 줄줄이 두각을 나타냈다. 또 우에하라 고지가 메이저 리그로 이적함에 따라 선발 투수의 전력 약화가 우려됐으나 야쿠르트에서 영입한 디키 곤잘레스와 연습생 출신인 위르핀 오비스포가 선발진의 구멍을 메워준 덕에 작년과는 대조적으로 개막 이후부터 연승 행진을 이어가며 리그 1위 자리를 유지했다. 야수진에서는 프로 3년차인 사카모토를 1번 타자로 기용했고 또한 전년도까지 대타나 수비 요원으로 기용이 많았던 마쓰모토 데쓰야, 가메이 요시유키를 선발로서 고정하는 등 기세가 있는 젊은 선수들을 주전으로 기용했다. 앞서 나가는 경기 종반에는 주력 선수를 벤치로 물리는가 하면 다니 요시토모를 상대 선발 투수에 맞춰 선발로 내보내고 어떤 때는 대타로 기용하는 작전을 펼쳤고 포수 아베 신노스케나 외야수 가메이를 1루수로도 기용하는 등 선수층이 두텁다는 점을 활용한 유연한 용병술을 선보이며 리그 선두 자리를 유지했다. 9월 23일에 V9(1965년 ~ 1973년) 이래 처음으로 리그 3연패를 달성했다.
베테랑인 오가사와라 미치히로, 알렉스 라미레스가 기대 이상의 성적을 남긴 것도 젊은 선수들의 기용에도 연결되는 상승 효과로 시즌 안타수 1375개는 요미우리 구단 역사상 최다 기록이다. 제2차 감독 시절의 나가시마 등과는 대조적으로 베테랑이나 홈런 타자에게 의존하지 않고 젊은 선수를 적극적으로 기용하는 하라의 수완은 여러 해설자나 전문가들에게서 높은 평가를 받았다. 클라이맥스 시리즈 제2 스테이지에서는 3년 연속으로 만난 주니치를 상대로 4승 1패(정규 시즌 1위의 어드밴티지 1승을 포함)의 성적으로 2년 연속 일본 시리즈 진출에 성공했다. 일본 시리즈에서는 홋카이도 닛폰햄 파이터스에게 4승 2패의 성적으로 일본 시리즈 정상에 오르는 등 감독으로서 통산 두 번째의 일본 시리즈 우승을 달성했고, 시즌 종료 후인 11월 12일에는 WBC와 일본 시리즈에서 연달아 우승을 이끈 공로를 인정받아 통산 두 번째인 쇼리키 마쓰타로상을 수상했다. 11월 14일에 아시아 시리즈의 대체 대회로 열린 한일 클럽 챔피언십에서 한국시리즈 우승 팀인 KIA 타이거즈를 누르고 승리, 감독으로서 월드 베이스볼 클래식 우승, 센트럴 리그, 클라이맥스 시리즈, 일본 시리즈, 한일 클럽 챔피언십 등 국제 대회와 일본 프로 야구 정규 경기에서의 최정상 자리를 연거푸 석권했다.
12월 6일 스위스 로잔에서 열린 국제 야구 연맹 총회에서 2009년 월드 베이스볼 클래식 우승과 프로 야구 정규 페넌트레이스 우승, 일본 시리즈 우승 등의 실적을 평가받아 세계 최우수 감독으로 선정됐다.

#### 2010년
조노 히사요시를 영입하여 작년과 마찬가지로 우승을 노렸지만 작년에 활약했던 우쓰미 데쓰야, 도노 슌, 디키 곤잘레스, 위르핀 오비스포 등 주력 투수들이 부진에 시달렸고 다카하시 히사노리의 퇴단과 마크 크룬의 구원 실패도 영향을 주는 등 팀 평균 자책점이 1점에 가까울 정도로 악화돼 연패 달성에는 실패했다. 클라이맥스 시리즈에서도 주니치에게 패했다.

#### 2011년
작년 시즌의 실패에 대한 교훈삼아 가와구치 가즈히사를 투수 코치로 영입하여 재건을 도모했고 그 해에 입단한 사와무라 히로카즈의 활약도 있어 팀의 전력이 개선됐다. 그러나 마무리 투수를 고정하지 못하고 구보 유야로 정해질 때까지는 레비 로메로나 조나단 알발라데호 등을 번갈아가며 기용했다. 또, 그해부터 도입된 통일구에 고전하여 작년까지의 주된 득점원이었던 홈런 개수가 감소됐고 득점력이 크게 저하됐다.

#### 2012년
알렉스 라미레스가 요코하마 DeNA 베이스타스에 이적하면서 노무라 가쓰야의 제자인 하시가미 히데키, 하타 신지를 코치로서 초빙했고 무라타 슈이치, 스기우치 도시야, 데니스 홀튼 등을 영입했고 아베 신노스케를 4번 타자로 기용한 새로운 팀에서 개막을 맞이했다. 그런데 봄에는 작년과 같은 수준의 뚜렷한 결과를 낼 수 없는 날들이 계속되자 한때는 최하위로 추락했다. 그러나 조노와 사카모토의 타순을 바꾸거나 마쓰모토 데쓰야의 회복, 세이부에서 트레이드로 입단한 이시이 요시히토를 대타로 기용하는 등 타선은 회복됐고 시즌 도중에 복귀한 에드가르 곤살레스의 활약 등도 있어 교류전에서는 센트럴 리그 팀으로서는 최초로 교류전 우승을 이끌었다.
교류전이 종료된 후에도 호조는 계속돼 여름철부터는 선두 자리를 내주지 않는 등 1위 자리를 지킨 끝에 감독 통산 5번째의 리그 우승을 이끌었다. 그 해에는 미야구니 료스케, 다카기 교스케, 다하라 세이지, 고야마 유키 등 젊은 투수들이 두각을 나타내면서 젊은 선수들을 중심으로 팀을 이끌었다는 야구 평론가들 사이에도 평가하는 목소리가 많았다. 또, 클라이맥스 시리즈에서는 파이널 스테이지 상대인 주니치와의 맞대결에서 내리 3연패를 당하면서도 이후 3연승을 기록해 일본 시리즈 출전권을 얻었다. 2009년 이후 3년 만에 닛폰햄과 맞대결을 펼친 일본 시리즈에서는 4승 2패의 성적을 기록하여 3년 만의 일본 시리즈 정상에 올랐다. 그 후 개최된 아시아 시리즈에서도 우승하여 사상 최초로 5관왕(교류전, 정규 시즌, 일본 시리즈, 클라이맥스 시리즈, 아시아 시리즈)을 달성했고 자신으로서는 세 번째이자 아베와 함께 쇼리키 마쓰타로상을 공동 수상했다.

#### 2013년
이듬해 월드 베이스볼 클래식 일본 국가대표팀 감독에는 취임하지 않았지만 시니어 어드바이저로 부임했다. 일본 대표팀이 준결승에 진출하여 미국행이 결정되면서 자신도 특별 고문이던 오 사다하루와 함께 미국에 동행했다. 그러나 일본 대표팀은 준결승전에서 패했지만 선수들이 훌륭한 모습을 보여줬다고 극찬했다. 또한 시니어 어드바이저로 재임 중에는 1군 수석 코치인 가와이 마사히로가 감독 대행을 맡았다. 요미우리 감독으로서는 전년도와 똑같은 승차로 리그 우승을 이끌었지만 일본 시리즈에서는 도호쿠 라쿠텐 골든이글스와 맞붙어 7차전까지 가는 접전 끝에 패하면서 일본 시리즈 연패는 무산됐다.

#### 2014년
아버지가 심근 경색으로 병원에 입원하면서 5월 5일에 구단측은 아버지의 병문안으로 인해 잠시 지휘봉을 내려놓았다는 사실이 발표됐다. 이날 감독 대행은 가와이 수석 코치가 맡았고 다음날 현장에 복귀했다. 페넌트레이스에서는 3년 연속 우승을 달성했지만 클라이맥스 시리즈에서는 한신에게 패하면서 일본 시리즈에 출전할 수는 없었다.

#### 2015년
4월 15일 B형 독감 바이러스 확진 판정을 받아 당분간 집에서 요양 생활을 보내게 되면서 가와이가 수석 코치가 감독 대행을 맡았고 4월 21일의 히로시마전에서 복귀했다. 그 해에 팀은 2위로 끝났고 10월 19일에 감독직에서 물러나겠다는 입장을 밝혔다. 대학 시절부터 친분이 있던 오카다 아키노부는 하라의 용퇴 소식을 듣고 “설마 하는 생각이 들었다. 우승 7회, 일본 시리즈 우승 3회, 대단한 일을 해냈다. ‘수고했다’라는 말을 전하고 싶다”라고 말했다.

### 제2차 감독 퇴임 후
2016년에 요미우리 구단 특별 고문으로 취임했다. 그해 1월 18일 모교인 도카이 대학의 쇼난 캠퍼스에서 열린 대학특별공로상 시상식에 참석, 같은 대학 출신의 유도 남자 일본 대표팀 이노우에 고세이 감독과 가진 대담에서 “올해는 TV 해설이라곤 일절하지 않는다. 다만 개막전은 '게스트라면 나오겠다’고 말했다”고 밝혔다. 같은 해 12월, 요미우리 OB회 간사로 부임했다.
2017년부터 닛폰 TV 해설자로서 복귀했고 그 외에 TBS가 제작한 사무라이 재팬 중계의 게스트 해설자로도 출연했다.
2018년에는 마쓰이 히데키, 가네모토 도모아키와 함께 야구 명예의 전당에 헌액됐다.

### 제3차 감독 시절
2018년 10월 23일, 다카하시 요시노부의 후임 감독으로 취임, 자신으로서는 세 번째 감독으로 부임한 것이다. 2019년부터 3년 계약을 맺었고 등번호는 83번으로 결정했다. 동일 팀의 세 번째 감독 취임은 구단 역사상 최초이자 타 구단에서도 감독 대리나 감독 대행을 제외하면 아마치 슌이치(주니치)와 요시다 요시오(한신) 두 명이 있다. 2019년 7월 30일 히로시마 도요 카프와의 경기에서 감독 통산 1000승을 기록했었다.。 그리고 2019년 9월 21일 요코하마 DeNA 베이스타스와의 경기에서 3 대 2로 승리하면서 요미우리 자이언츠 감독으로써 통산 8번째이자 2015년 이후 5년만에 센트럴리그 우승을 차지했다.を決めた。2019년 일본 시리즈에서 후쿠오카 소프트뱅크 호크스와 경기에서 4전 전패를 기록하면서 아쉽게 준우승을 차지했다.。 그 후 그는 2020년 시즌을 위해 오프시즌에 도쿄 야쿠르트 스왈로스에서 1군 타격 코치로 활약했던 이시이 다쿠로를 야수 종합코치로 초빙했다.。

## 플레이 스타일
장타율이 높은 데 반해 삼진 개수가 적다는(통산 894삼진) 것으로 알려져 있다. 또 우타자인 것 치고는 병살타 개수도 적고(통산 122병살), 희생 플라이도 적다는 점(통산 70희생타)에서 극단적인 ‘플라이볼 타자’였던 것을 알 수 있다. 2018년 시즌 종료 시점에서 각 타격 부문 중 삼진은 역대 57위, 병살타는 122위, 희생 플라이는 13위이다.

## 감독으로서의 평판
요미우리 입단 당시 감독이었던 후지타 모토시와 조감독이었던 오 사다하루(훗날의 감독)와는 감독으로서의 방식이 비슷하다는 소리를 곧잘 듣는다. 실제로 후지타의 생전에는 감독직에 대해 수 차례 의견을 교환했고 또 오 사다하루로부터 지도자로서의 조언을 받았던 적이 있다.
선수들의 잠재능력을 끌어내고 선수들을 사로잡는 힘이 극히 뛰어났다. 2007년에 FA로 요미우리에 입단한 오가사와라 미치히로, 2008년에 야쿠르트에서 트레이드로 입단한 세스 그레이싱어, 알렉스 라미레스 등 타 구단에서도 영입에 나섰던 선수들은 하나같이 “하라 감독의 지도를 받고 싶다”라고 입을 모았다. 월드 베이스볼 클래식때도 세 번 연속 번트에 실패한 이치로가 “마음이 부서질 것 같다”라는 말을 입에 올리자 “번트는 하지 마라”라고 조언했다. 언론에서는 이 발언을 “하라, 비정한 지령” 이라고 보도했지만 여기에는 그 다음과 같은 말이 있었다.
| “ | 번트는 하지 마라. 내가 보고 싶은 건 이치로다. | ” |

이 말에 이치로는 “마음을 다치지 않을 수 있었다. 하라 감독의 그 말이 없었더라면 기가 꺾였을 것”이라고 말했다. 마찬가지로 같은 월드 베이스볼 클래식 대표팀 선수였던 이나바 아쓰노리도 제1라운드에서 부진에 시달렸으나 제2라운드에서 이나바를 4번 타자로 기용했다. 이나바 자신은 제2라운드에서 “주전 멤버에 포함되기는 무리일 것이다”, “선발된다 해도 대타”라고 생각하고 있었는데 감독실에서의 하라 감독한테서 “이나바, 내일 4번 타자로 뛰어라”라는 말을 듣고 깜짝 놀랐다고 한다. 하라는 이나바를 4번 타자로 세우기로 한 이유를 “장타도 있고 단타도 있어 번트도 가능하니까”라고 설명했고 이 말을 전해들은 이나바는 “그런 4번 타자도 있구나”하고 깨달았다고 한다. 그 후 이나바는 컨디션을 회복하여 본래의 타격을 되찾았다.
경기에서는 자기 희생과 승리지상주의를 관철하여 필요하다면 주축 타자에게도 번트를 시킨다. 팀의 조화는 경쟁심리가 작용되어 유지되지만 팀을 최우선으로 생각하는 선수들이 모여야지만 승리를 얻을 수 있다고 말하면서 자신을 억누르는 고민이나 불만을 품고있는 상태라면 아직 미숙하다고 생각하고 있다. 이것은 개인의 활약이 그 자리에서의 기쁨으로 끝나지만 팀을 위해서 싸우고 이기면 자신이 성장하고 풍부해지는 깊은 기쁨을 느낄 수 있다는 생각에 근거한 것이다.
감독으로서의 통산 성적으로는 2차례의 센트럴·퍼시픽 교류전 우승(2012년, 2014년), 7차례의 센트럴 리그 우승(2002년, 2007년 ~ 2009년, 2012년 ~ 2014년), 4차례의 클라이맥스 시리즈 우승(2008년, 2009년, 2012년, 2013년), 3차례의 일본 시리즈 우승(2002년, 2009년, 2012년), 한일 클럽 챔피언십 우승(2009년), 아시아 시리즈 우승(2012년), 월드 베이스볼 클래식 우승(2009년) 등 도합 7관왕을 달성하였다.

## 에피소드
- 시원스러운 인상이 있지만 강직한 면도 갖고 있다. 2003년에 기사누키 히로시가 볼넷으로 자멸했을 때는 “죽을려면 앞으로 넘어져서 죽어라”라고 활기를 북돋아주었다. 2006년 3월 12일에 열린 한신과의 시범 경기에서는 두 경기 연속으로 실점한 구보 유야를 벤치 뒤로 불러내서 꾸짖으며 가볍게 두 번 걷어차고 그 후 기자들에게는 “(발로 찬 것은)귀여워 해준거 뿐이었다. 좀더 확실히 노력하라는 의미였다. 구보는 믿음직하고 기대주이기 때문”이라고 말했다. 도카이 대학의 후배이기도 한 구보에게 혼낸 것은 ‘사랑의 매’라는 의미가 담겨있다고 보여진다.
- ON시대 후의 요미우리의 4번을 맡은 것에서 비롯하여 전세대의 위대한 4번 타자와 자주 비교돼 현역 시절보다 공격당하는 일이 많았다. 감독이 된 지금도 타블로이드지에서 매일 같이 만담의 일종과 같은 전개의 이야기가 게재되고 있다.[34]
- 전화를 좋아하여 2005년 시즌 종료 후에는 입단 교섭 중인 선수에게 전화를 자주 거는 것으로도 유명하다. FA 선언한 노구치 시게키에게는 ‘같은 목표를 향해 싸우자’라고 말했고 도요다 기요시에게는 하루에 세 번 전화를 걸어 두 사람 모두 요미우리에 입단할 수 있었다. 드래프트 지명 선수였던 쓰지우치 다카노부 등에게 전화를 걸어 ‘자이언츠 사랑’과 연관시켜 ‘사랑의 텔레폰’이라고 불리고 있다. 2006년 시즌 종료 후에는 다카하시 히사노리에게 “너는 좌완 에이스이니까 내년부터 등번호는 21번이다”라고 말했다. 이듬해 2007년 시즌 종료 후 당시 한신 감독이었던 오카다 아키노부가 ‘트라이아웃 선수는 영입하지 않는다’라고 말한 후 후지타 소이치가 평균 자책 10을 넘는 성적 부진에 의해 지바 롯데 마린스에서 방출당했다. 후지타에게 방출 통보된 다음날 후지타의 집에 하라로부터 전화가 걸려와 후지타는 요미우리와 입단 계약을 맺었고 오카다는 이 일에 대해서 크게 후회했다고 한다.
- 2009년 3월 7일에 열린 월드 베이스볼 클래식 도쿄 라운드(제1라운드) 일본 vs 대한민국전에서의 승리 감독 인터뷰 당시 마이크 음성이 구장에 나오지 않는 사고가 발생하여 장내의 관중들은 ‘들리지 않는다’라는 등 불만이 여기저기서 나왔지만 인터뷰는 그대로 진행되었다. 인터뷰 도중 음성이 구장 전체에 흘러나오게 되었을 때 하라는 “첫 부분이 들리지 않았잖아요?”라고 말해 같은 인터뷰를 처음부터 다시하면서 관객들의 불만을 한순간에 바꾸어 뜨거운 성원을 받았다.
- 현재 도카이 대학부속 사가미 고등학교가 있는 사가미하라시에 본사를 둔 주택 판매업 ‘마루쇼 산업’의 이미지 캐릭터[35]를 해설자 시절부터 계속해오고 있지만 그 회사의 간판에는 요미우리와 매우 닮은 유니폼을 입고 있다(등번호 ‘8’ 버전과 ‘88’의 버전이 있다).
- 프로가 되지 못했으면 학교 선생님을 목표로 하고 있었다고 한다.

### 취미
- 농담삼아 ‘야구보다 좋아한다’라고 공언할 정도의 골프광으로도 알려져 있다. 50세의 생일을 맞이하였을 때 “49세에 미국에 가서 50세 때에 골프 시니어 투어에 참가, 전미 시니어에서 같은 세대인 그렉 노먼이나 닉 프라이스와 싸운다. 37세에 현역 은퇴했을 때 그렇게 생각했다”라고 말했을 정도였다.
- 프로레슬링도 니혼 TV에서 중계하고 있는 전일본 프로레슬링 → 프로레슬링 노아의 계열에 조예가 깊으며 게스트 해설자로 출연한 적이 있다. 이들 단체의 경기를 대회장에서 관전하는 것도 종종 있다. 전일본 프로레슬링에서는 에이겐 하루카의 침공격이 하라, 오카자키 가오루와 함께 관전하고 있던 히로타 히로아키의 청바지 무릎 부분에 튄 적도 있다. 그 경기 이후에 에이겐의 침공격을 하라와 오카자키를 노리고 했다는 장본인인 랏샤 기무라의 18번이기도 한 마이크 퍼포먼스에서 “오늘 와주신 요미우리의 선수분들, 특히 하라 선수, 타올라라! 하라, 타올라라! 다쓰노리”라고 성원을 보내며 관객들은 크게 환영을 했다. 노아 사장 미사와 미쓰하루나, 현역 은퇴 경기의 다음날에 같은 도쿄 돔에서 열린 ‘신일본 프로레슬링 VS UWF 인터내셔널 전면전쟁’의 흥행을 관전하고, 당시 메인 이벤트로 다카다 노부히코에게 승리한 전일본 프로레슬링의 무토 게이지 사장과는 사적으로도 친분이 있다. 자이언트 바바의 부고를 스프링 캠프 훈련지인 미야자키에서 전해듣고 언론에게 “나에게 있어서의 히어로가 … 이 이상은 봐주십시오”라고 말해 사람들의 눈을 신경쓰지 않고 통곡했다. 바바는 요미우리의 대선배이기도 하다. 최근에는 노아 이외의 선수에게도 주목하고 있으며 특히 신일본 프로레슬링의 마카베 도기는 같은 사가미하라 시 출신이라는 것도 있어 요미우리 선수와의 대화에 있어서 마카베를 인용해 젊은 선수들이 분발하게 하고 있다고 한다.[36] 2010년 2월 22일에는 신일본 프로레슬링의 마카베와 4대째 타이거 마스크가 미야자키 스프링 캠프를 방문해 타이거 마스크로부터 선물받은 특별 주문한 복면을 주저하지 않고 쓰는 서비스도 보였다(흰색 마스크에는 요미우리 로고가 새겨져 있다).
- 야구계에서 손꼽히는 애견가로, 복서견을 신인 시절부터 현재까지 사육하고 있다. 1982년에 발표한 노래 《샘》은 당시 함께 살고있던 개의 이름이고 후지타 모토시가 감독에서 물러난 이후에 강아지를 선물했다고 한다.
- 이전에는 흡연자였지만 2003년 가을에 감독에서 물러난 이후부터 금연 트레이닝을 실시하여 같은 해 12월 31일부로 담배를 끊었다. 2004년 이후에는 비흡연자이며 2005년 가을에 요미우리 감독으로 재부임한 이후에는 팀내 선수, 코칭 스태프의 현역 흡연자 전원에게 금연을 지시했고 구단 사무소내의 전면 금연을 철저히 했다. “강한 팀을 만드는 것이 흡연 행위와 요미우리의 선수로서는 물론이고 운동선수로서의 자각도 결여되어 있다”라고 말했다.[37] 2013년 시점에서는 팀내 선수, 코칭 스태프 대부분이 비흡연자이며 최종 목표는 팀내의 흡연율을 0.0%를 달성하기 위해 전력을 다하고 있다.
- 좋아하는 차량은 렉서스 LS이다.
- 멜론빵을 매우 좋아하며, 과자빵류에서는 멜론빵 이외는 과자빵으로 인정하지 않는다고 한다.

### 제스처
어린 시절부터 나가시마 시게오의 열성팬이었으며 나가시마 감독 아래에서 코치로 취임한 이후 나가시마의 ‘스윽 하고 휘들러서 빵~하고 맞춰라’라는 의태어로 설명하거나 화려한 제스처를 섞는 스타일을 계승하고 있다. 나가시마 감독 시절의 코치로 활동할 당시에는 홈런을 때린 선수를 마중나가는 것이 나가시마와 꼭 닮았다. 일부 언론에서는 ‘쵸상(나가시마의 별명)이 두 명 있다’라고 야유섞인 보도를 했는데 구메 히로시는 “마이너스 곱하기 마이너스는 플러스다”라고 평가했다. 감독 시절의 나가시마는 시합 전개나 개개인의 특성 등이 일체 고려되지 않고 ‘교칙본같은 기본에서 1mm라도 벗어난 면이 있는 지휘’를 할 때마다 ‘칸퓨타’(カンピューター) 등과 스포츠 언론의 눈엣가시 취급을 받았지만 하라도 표면적인 이미지를 질질 끌어 구와타 마스미의 배스터드책 등을 ‘갑자기 생각났다’등으로 형용화시키는 경우가 많다.
제스처의 하나하나에 특징이 있다. 특히 같은 팀 선수가 홈런을 친 후 마중나갈 때에는 눈을 크게 뜨고 양쪽 주먹을 내밀어 선수와 맞추는 몸짓은 정해져있는 스타일이 되었다. 성대모사 개그맨 간나즈키나 요미우리 팬인 SMAP의 나카이 마사히로는 예능 프로그램에서 이 흉내를 자주하고 있다. 또한 하라가 하이파이브가 아닌 주먹터치를 좋아하는 것은 하이파이브가 손바닥이라고 하는 비교적 면적이 큰 부분으로 하기 때문에 이동하면서 실행하기에 완만하지 못한 것이 있는 반면 주먹터치는 주먹과 주먹이기 때문에 확실히 집중해서 하지 않으면 그 형태가 무너지고 실패하므로 완만하게 이어지지 않는 것을 방지하는 효과가 있으며 한층 더 주먹과 주먹이 맞닿듯이 서로 손을 보고 있기 때문에 서로의 눈을 보고있게 되어 의사소통도 도모할 수 있기 때문이다.

### 반사회적 세력에 이익 공여
2012년 슈칸 분슌 6월 28일자(21일 발매) 보도에 의하면 하라가 현역 시절이던 1988년에 요미우리가 간사이 원정 때 묵었던 효고현 아시야시내의 호텔에서 아르바이트를 하던 20대의 여성과 관계를 맺었다고 한다(하라는 전년도 1987년에 결혼했고 부인은 임신중이었니 소위 불륜 관계였다). 그로부터 18년 후 하라가 요미우리 감독으로 복귀한 2006년 8월에 그 여성의 일기를 갖고 있다는 ‘자칭 야구계 관계자’ 남성 두 명이 하라에게 연락해서 1억 엔을 요구했다. 일기에는 하라 외에도 선수 두 명의 이름이 언급돼 있었는데 2006년 당시 이들 두 사람이 요미우리의 코치를 맡고 있었기에 일이 표면화되기 전에 방지하는 뜻에서 아는 지인에게 돈을 빌려 이들에게 건넸다고 한다. 그러나 2009년에도 이전의 남성 두 명과는 또 다른 남성이 당시 여성 문제에 대한 일기와 관련해 구단측에 연락을 해왔다. 아무것도 몰랐던 구단 측이 하라에게 따지자 하라는 불륜 사실과 1억 엔을 건넸다는 사실을 구단에 털어놓았고 그 때 부인에게도 자신의 불륜 사실을 고백했다고 한다. 그 해 12월 이 남성이 구단 사무실에 나타나 ‘폭탄을 갖고 있다’고 협박한 뒤 미리 준비한 휘발유통과 가스봄베를 들고 난동을 부리다가 업무방해 혐의로 경찰에 체포되었다.
슈칸 분슌의 기사에 의하면 ‘자칭 야구계 관계자’라던 두 사람은 조직폭력배 출신으로 그 중 한 명은 이후에 사고로 죽었다. 또 한 사람인 주범격은 본인 또는 연고자가 전직 프로 야구 선수이며 노무라 가쓰야 부부와 나카하타 기요시 등과 친분있는 사이였다고 했는데 이 두 사람을 중개했던 것도 나카하타라고 밝혔다.
슈칸 분슌 6월 28일자에 이 문제가 보도되자 하라는 당시 상황들에 대한 입장을 밝혔고 1988년에 불거졌던 여성 문제와 2006년의 금전 문제 등 슈칸 분슌의 기사 내용들을 모두 인정해 팬들에게 사과했다. 동시에 발표한 문서에서 요미우리 구단 대표직에서 해임된 기요타케 히데토시를 슈칸 분슌 폭로 기사의 배후로 단정했으나 그 직후 기요타케 측에서는 이를 부인했고 “매우 유감이다. 자신은 이 사건과 아무 관련이 없다”라는 해명이 나왔다.
나카하타도 당시 정계에 투신했던 터라 선뜻 ‘중개’를 인정했으나 “고마자와 대학 후배의 부형이다. 내가 부회장을 맡고 있는 야구부 OB회 모임 자리에서 하라 감독에게 의논할 게 있다고 해서 휴대폰 번호를 알려줬다. 더 이상 관여하는 것은 곤란하다 싶기도 했지만 반사회적 세력이라는 인식은 전혀 없었다”라고 곤혹스런 반응을 드러냈다. 함께 동석했던 요코하마 DeNA 베이스타스 이케다 준 구단 사장도 “일일이 반론하기에는 사실과 다른 부분이 너무 많아(슈칸 분슌에는 궁지에 몰린 하라한테 나카하타가 딱 좋은 타이밍에 나타나 도움의 손길을 내민 것처럼 게재되었다) 호소할 필요조차 없다고 느꼈다”라고 말했다.

## 상세 정보

### 출신 학교
- 도카이 대학부속 사가미 고등학교[3]
- 도카이 대학[3]

### 선수 경력
- 요미우리 자이언츠(1981년 ~ 1995년)

### 지도자·기타 경력
지도자
- 요미우리 자이언츠 1군 야수 종합 코치(1999년)
- 요미우리 자이언츠 1군 수석 코치(2000년 ~ 2001년)
- 요미우리 자이언츠 감독(2002년 ~ 2003년, 2006년 ~ 2015년, 2019년 ~ 2023년)
- 제2회 월드 베이스볼 클래식 일본 국가대표팀 감독(2009년)

해설자
- NHK 야구 해설자·스포츠 호치 평론가(1996년 ~ 1998년)
- 닛폰 TV 해설자·스포츠 호치 평론가(2004년 ~ 2005년)
- 닛폰 TV 해설자(2017년)
- TBS 텔레비전 게스트 해설자(2017년)

### 수상·타이틀 경력

#### 타이틀
- 타점왕: 1회(1983년)
- 최다 승리 타점: 2회(1982년, 1983년)

#### 수상
NPB
- 신인왕(1981년)
- MVP: 1회(1983년)
- 베스트 나인: 5회(1983년, 1987년, 1988년, 1990년, 1991년)[주 8] ※복수 부문에 걸친 5번 수상은 센트럴 리그 최다 타이 기록(그 밖에 야자와 겐이치도 수상)
- 골든 글러브상: 2회(1987년, 1988년) ※3루수 부문
- 월간 MVP: 3회(1983년 5월, 1985년 7월, 1989년 4월) ※야수 부문
- 쇼리키 마쓰타로상: 3회(2002년, 2009년, 2012년) ※감독으로서 수상
- 커미셔너 특별 수상: 1회(공로상: 2015년)
- 센트럴 리그 연맹 특별 수상: 9회(2002년, 2007년 ~ 2009년, 2012년 ~ 2014년, 2019년, 2020년) ※최우수 감독상
- JA 전농 Go·Go상: 1회(최다 2·3루타상: 1992년 8월)
- 고라쿠엔 MVP상: 2회(1983년, 1987년)
- 도쿄 돔 MVP 특별상: 2회(1995년, 2014년)
- 야나세 자이언츠 MVP상: 1회(1988년)
- 호치 프로 스포츠 대상: 2회(센트럴 리그 부문: 1983년, 특별상: 2009년)
- 넘버 MVP상: 1회(2009년)
- 일본 프로 스포츠 대상 수훈상 : 1회(2009년)[43]
- 일본 야구 명예의 전당 헌액자(2018년) ※전문가 부문

국제 대회
- 세계 최우수 감독상(2009년) ※국제 야구 연맹에 의해 선정됐고, 프로 야구계에서는 미국과 일본을 통해 첫 선정.

그 외
- 감수포장(2021년[44])
- 도카이 대학 특별 공로상(2016년)
- 유머 대상(1995년)

### 개인 기록

#### 첫 기록
- 첫 출장·첫 선발 출장: 1981년 4월 4일, 대 주니치 드래건스 1차전(고라쿠엔 구장), 6번·2루수로서 선발 출장
- 첫 안타: 상동, 6회말에 우시지마 가즈히코로부터 좌전 안타
- 첫 홈런·첫 타점: 1981년 4월 5일, 대 주니치 드래건스 2차전(고라쿠엔 구장), 8회말에 고마쓰 다쓰오로부터 우월 솔로 홈런
- 첫 4번: 1982년 6월 4일, 대 히로시마 도요 카프 10차전(히로시마 시민 구장)

#### 기록 달성 경력
- 통산 100홈런: 1984년 7월 3일, 대 야쿠르트 스왈로스 12차전(메이지 진구 야구장), 4회초에 나카모토 시게키로부터 좌중간에 솔로 홈런 ※역대 131번째
- 통산 150홈런: 1986년 4월 12일, 대 한신 타이거스 1차전(한신 고시엔 구장), 2회초에 리처드 게일로부터 좌월 3점 홈런 ※역대 79번째
- 통산 200홈런: 1987년 6월 23일, 대 한신 타이거스 10차전(고라쿠엔 구장), 9회말에 나카니시 기요오키로부터 좌월 2점 홈런 ※역대 53번째
- 통산 1000안타: 1988년 7월 13일, 대 야쿠르트 스왈로스 15차전(메이지 진구 야구장), 9회초에 오바나 다카오로부터 좌전 안타 ※역대 153번째
- 통산 1000경기 출장: 1988년 10월 2일, 대 야쿠르트 스왈로스 25차전(도쿄 돔), 4번·3루수로서 선발 출장 ※역대 280번째
- 통산 250홈런: 1989년 4월 8일, 대 야쿠르트 스왈로스 1차전(도쿄 돔), 1회말에 오바나 다카오로부터 좌월 2점 홈런 ※역대 28번째
- 통산 300홈런: 1991년 5월 2일, 대 한신 타이거스 5차전(도쿄 돔), 5회말에 다카무라 요스케로부터 좌월 3점 홈런 ※역대 20번째
- 통산 1500안타: 1992년 9월 12일, 대 히로시마 도요 카프 23차전(도쿄 돔), 7회말에 모치즈키 하지메으로부터 중전 안타 ※역대 66번째
- 통산 350홈런: 1992년 9월 25일, 대 주니치 드래건스 24차전(도쿄 돔), 6회말에 이마나카 신지로부터 좌월 2점 홈런 ※역대 15번째
- 통산 1000타점: 1993년 4월 29일, 대 요코하마 베이스타스 4차전(요코하마 스타디움), 4회초에 사이토 다카시로부터 중전 적시타 ※역대 22번째
- 통산 1500경기 출장: 1993년 6월 1일, 대 요코하마 베이스타스 7차전(도쿄 돔), 4번·3루수로서 선발 출장 ※역대 106번째
- 통산 3000루타: 1994년 6월 26일, 대 요코하마 베이스타스 14차전(요코하마 스타디움), 1회초에 가토 마사토로부터 중전 2점 적시 2루타 ※역대 32번째

#### 기타
- 1이닝 2홈런: 1985년 5월 12일, 대 요코하마 다이요 웨일스 4차전(요코하마 스타디움), 8회초 선두에서 가도타 후미아키로부터 좌월 솔로, 2사 2루 상황에서 구보 후미오로부터 좌월 2점 홈런 ※역대 10번째(12번째)[45]
- 헤이세이 제1호 홈런: 1989년 4월 8일, 대 야쿠르트 스왈로스 1차전(도쿄 돔), 1회말에 오바나 다카오로부터 좌월 2점 홈런 ※통산 250홈런 동시에 달성
- 시즌 12 희생플라이 : 1991년 ※역대 공동 3위, 센트럴 리그 타이 기록
- 올스타전 출장: 11회(1981년 ~ 1988년, 1990년 ~ 1992년)

#### 감독으로서의 달성 경력
- 통산 500승: 2010년 5월 13일, 대 사이타마 세이부 라이온스 2차전(도쿄 돔) ※역대 26번째, 구단 역사상 5번째
- 통산 700승: 2012년 9월 12일, 대 히로시마 도요 카프 20차전(도쿄 돔) ※역대 18번째, 구단 역사상 4번째
- 통산 1000승: 2019년 7월 30일, 대 히로시마 도요 카프 15차전(도쿄 돔) ※역대 13번째, 구단 역사상 3번째
- 통산 1200승: 2022년 8월 6일, 대 도쿄 야쿠르트 스왈로스 20차전(메이지 진구 야구장) ※역대 10번째, 구단 역사상 최초[46]
- 통산 1000패 : 2023년 8월 1일, 대 도쿄 야쿠르트 스왈로스 14차전(도쿄 돔) ※역대 11번째

### 등번호
- 8(1981년 ~ 1995년)
- 80(1999년 ~ 2001년)
- 83(2002년 ~ 2003년, 2009년 WBC, 2019년 ~ 2023년)
- 88(2006년 ~ 2015년)

### 연도별 타격 성적
| 연 도      | 소 속      | 경 기 | 타 석 | 타 수 | 득 점 | 안 타 | 2 루 타 | 3 루 타 | 홈 런 | 루 타 | 타 점 | 도 루 | 도 루 자 | 희 생 번 | 희 생 플 | 볼 넷 | 고 4 | 사 구 | 삼 진 | 병 살 타 | 타 율 | 출 루 율 | 장 타 율 | O P S |
| ---------- | ---------- | ----- | ----- | ----- | ----- | ----- | ------- | ------- | ----- | ----- | ----- | ----- | -------- | -------- | -------- | ----- | ---- | ----- | ----- | -------- | ----- | -------- | -------- | ----- |
| 1981년     | 요미우리   | 125   | 507   | 470   | 64    | 126   | 23      | 6       | 22    | 227   | 67    | 6     | 6        | 0        | 7        | 27    | 0    | 3     | 78    | 9        | .268  | .308     | .483     | .791  |
| 1982년     | 요미우리   | 130   | 542   | 494   | 81    | 136   | 19      | 1       | 33    | 256   | 92    | 11    | 6        | 0        | 4        | 42    | 4    | 2     | 82    | 6        | .275  | .332     | .518     | .850  |
| 1983년     | 요미우리   | 130   | 571   | 500   | 94    | 151   | 32      | 4       | 32    | 287   | 103   | 9     | 4        | 0        | 8        | 60    | 1    | 3     | 56    | 11       | .302  | .375     | .574     | .949  |
| 1984년     | 요미우리   | 130   | 543   | 468   | 72    | 130   | 19      | 1       | 27    | 232   | 81    | 7     | 3        | 1        | 4        | 67    | 3    | 3     | 58    | 8        | .278  | .369     | .496     | .865  |
| 1985년     | 요미우리   | 124   | 521   | 441   | 79    | 125   | 23      | 2       | 34    | 254   | 94    | 7     | 3        | 2        | 8        | 60    | 2    | 10    | 42    | 6        | .283  | .376     | .576     | .952  |
| 1986년     | 요미우리   | 113   | 467   | 406   | 70    | 115   | 21      | 3       | 36    | 250   | 80    | 7     | 2        | 1        | 6        | 52    | 4    | 2     | 57    | 8        | .283  | .363     | .616     | .978  |
| 1987년     | 요미우리   | 123   | 489   | 433   | 80    | 133   | 17      | 3       | 34    | 258   | 95    | 7     | 2        | 0        | 7        | 44    | 6    | 5     | 61    | 11       | .307  | .372     | .596     | .968  |
| 1988년     | 요미우리   | 126   | 529   | 467   | 79    | 140   | 24      | 1       | 31    | 259   | 81    | 5     | 6        | 0        | 0        | 61    | 6    | 1     | 63    | 14       | .300  | .382     | .555     | .936  |
| 1989년     | 요미우리   | 114   | 459   | 395   | 60    | 103   | 22      | 0       | 25    | 200   | 74    | 3     | 3        | 0        | 2        | 60    | 4    | 2     | 68    | 6        | .261  | .359     | .506     | .866  |
| 1990년     | 요미우리   | 103   | 425   | 366   | 58    | 111   | 17      | 1       | 20    | 190   | 68    | 6     | 4        | 0        | 4        | 52    | 3    | 3     | 64    | 4        | .303  | .391     | .519     | .910  |
| 1991년     | 요미우리   | 127   | 524   | 455   | 66    | 122   | 13      | 1       | 29    | 224   | 86    | 5     | 3        | 0        | 12       | 55    | 1    | 2     | 82    | 7        | .268  | .342     | .492     | .834  |
| 1992년     | 요미우리   | 117   | 493   | 437   | 61    | 119   | 17      | 1       | 28    | 222   | 77    | 4     | 3        | 0        | 3        | 46    | 1    | 7     | 71    | 13       | .272  | .349     | .508     | .857  |
| 1993년     | 요미우리   | 98    | 387   | 336   | 28    | 77    | 14      | 0       | 11    | 124   | 44    | 3     | 2        | 0        | 3        | 44    | 1    | 4     | 62    | 9        | .229  | .323     | .369     | .692  |
| 1994년     | 요미우리   | 67    | 227   | 200   | 26    | 58    | 4       | 1       | 14    | 106   | 36    | 0     | 2        | 2        | 1        | 22    | 1    | 2     | 21    | 5        | .290  | .364     | .530     | .894  |
| 1995년     | 요미우리   | 70    | 160   | 144   | 13    | 29    | 8       | 0       | 6     | 55    | 15    | 2     | 1        | 1        | 1        | 13    | 1    | 1     | 29    | 5        | .201  | .270     | .382     | .652  |
| 통산: 15년 | 통산: 15년 | 1697  | 6844  | 6012  | 931   | 1675  | 273     | 25      | 382   | 3144  | 1093  | 82    | 50       | 7        | 70       | 705   | 38   | 50    | 894   | 122      | .279  | .355     | .523     | .878  |

- 굵은 글씨는 시즌 최고 성적.

### 연도별 감독 성적

#### 정규 시즌
| 연도       | 소속       | 순위       | 경기 | 승리 | 패전 | 무승부 | 승률 | 승차                        | 팀 홈런                     | 팀 타율                     | 팀 평균자책점               | 득점                        | 실점                        | 연령                        |                             |
| ---------- | ---------- | ---------- | ---- | ---- | ---- | ------ | ---- | --------------------------- | --------------------------- | --------------------------- | --------------------------- | --------------------------- | --------------------------- | --------------------------- | --------------------------- |
| 2002년     | 요미우리   | 1위        | 140  | 86   | 52   | 2      | .623 | (11.0)                      | 186                         | .272                        | 3.04                        | 691                         | 485                         | 44세                        |                             |
| 2003년     | 요미우리   | 3위        | 140  | 71   | 66   | 3      | .518 | 15.5                        | 205                         | .262                        | 4.43                        | 654                         | 681                         | 45세                        |                             |
| 2006년     | 요미우리   | 4위        | 146  | 65   | 79   | 2      | .451 | 23.5                        | 134                         | .251                        | 3.65                        | 552                         | 592                         | 48세                        |                             |
| 2007년     | 요미우리   | 1위        | 144  | 80   | 63   | 1      | .559 | (1.5)                       | 191                         | .276                        | 3.58                        | 692                         | 556                         | 49세                        |                             |
| 2008년     | 요미우리   | 1위        | 144  | 84   | 57   | 3      | .596 | (2.0)                       | 177                         | .266                        | 3.37                        | 631                         | 532                         | 50세                        |                             |
| 2009년     | 요미우리   | 1위        | 144  | 89   | 46   | 9      | .659 | (12.0)                      | 182                         | .275                        | 2.94                        | 650                         | 493                         | 51세                        |                             |
| 2010년     | 요미우리   | 3위        | 144  | 79   | 64   | 1      | .552 | 1.0                         | 226                         | .266                        | 3.89                        | 711                         | 640                         | 52세                        |                             |
| 2011년     | 요미우리   | 3위        | 144  | 71   | 62   | 11     | .534 | 3.5                         | 108                         | .243                        | 2.61                        | 471                         | 417                         | 53세                        |                             |
| 2012년     | 요미우리   | 1위        | 144  | 86   | 43   | 15     | .667 | (10.5)                      | 94                          | .256                        | 2.16                        | 534                         | 354                         | 54세                        |                             |
| 2013년     | 요미우리   | 1위        | 144  | 84   | 53   | 7      | .613 | (12.5)                      | 145                         | .262                        | 3.21                        | 597                         | 508                         | 55세                        |                             |
| 2014년     | 요미우리   | 1위        | 144  | 82   | 61   | 1      | .573 | (7.0)                       | 144                         | .257                        | 3.58                        | 596                         | 552                         | 56세                        |                             |
| 2015년     | 요미우리   | 2위        | 143  | 75   | 67   | 1      | .528 | 1.5                         | 98                          | .243                        | 2.78                        | 489                         | 443                         | 57세                        |                             |
| 2019년     | 요미우리   | 1위        | 143  | 77   | 64   | 2      | .546 | (5.5)                       | 183                         | .257                        | 3.77                        | 663                         | 573                         | 61세                        |                             |
| 2020년     | 요미우리   | 1위        | 120  | 67   | 45   | 8      | .598 | (7.5)                       | 135                         | .255                        | 3.34                        | 532                         | 421                         | 62세                        |                             |
| 2021년     | 요미우리   | 3위        | 143  | 61   | 62   | 20     | .496 | 11.0                        | 169                         | .242                        | 3.63                        | 552                         | 541                         | 63세                        |                             |
| 2022년     | 요미우리   | 4위        | 143  | 68   | 72   | 3      | .486 | 12.5                        | 163                         | .242                        | 3.69                        | 548                         | 589                         | 64세                        |                             |
| 2023년     | 요미우리   | 4위        | 143  | 71   | 70   | 2      | .504 | 15.5                        | 164                         | .252                        | 3.39                        | 523                         | 507                         | 65세                        |                             |
| 통산: 17년 | 통산: 17년 | 통산: 17년 | 2407 | 1291 | 955  | 89     | .560 | A클래스: 14회, B클래스: 3회 | A클래스: 14회, B클래스: 3회 | A클래스: 14회, B클래스: 3회 | A클래스: 14회, B클래스: 3회 | A클래스: 14회, B클래스: 3회 | A클래스: 14회, B클래스: 3회 | A클래스: 14회, B클래스: 3회 | A클래스: 14회, B클래스: 3회 |

- 순위에서 굵은 글씨는 일본 시리즈 우승.
- 우승한 연도의 승차는 2위와의 승차.
- 팀 성적에서 굵은 글씨는 리그 1위, 밑줄은 리그 최하위

1. 2002년부터 2004년까지는 140경기제.
2. 2005년부터 146경기제.
3. 2007년부터 144경기제.
4. 2014년 5월 5일 주니치와의 9차전(나고야 돔) 경기는 개인적인 용무에 의해서 결장했기 때문에 감독 성적에는 포함하지 않음(팀은 승리). 감독 대행은 가와이 마사히로
5. 2015년 4월 15·16일의 대 DeNA 4·5차전(양일 모두 요코하마 스타디움), 17 ~ 19일의 대 한신 4 ~ 6차전(각 일 모두 한신 고시엔 구장)은 컨디션 불량으로 결장, 감독 대행은 가와이 마사히로(4승 1패)
6. 2020년은 코로나19에 의한 특례 조치로 120경기제.

#### 포스트 시즌
| 연도   | 소속     | 경기명                                        | 상대팀                                      | 성적                               |
| ------ | -------- | --------------------------------------------- | ------------------------------------------- | ---------------------------------- |
| 2002년 | 요미우리 | 일본 시리즈                                   | 세이부 라이온스(퍼시픽 리그 1위)            | 4승 0패 = 일본 시리즈 우승         |
| 2007년 | 요미우리 | 센트럴 리그 클라이맥스 시리즈 2스테이지(※5)   | 주니치 드래건스(센트럴 리그 2위)            | 0승 3패 = 탈락                     |
| 2008년 | 요미우리 | 센트럴 리그 클라이맥스 시리즈 2스테이지(※6)   | 주니치 드래건스(센트럴 리그 3위)            | 3승 1무 1패 = 일본 시리즈 진출(※7) |
| 2008년 | 요미우리 | 일본 시리즈                                   | 사이타마 세이부 라이온스(퍼시픽 리그 1위)   | 3승 4패 = 탈락                     |
| 2009년 | 요미우리 | 센트럴 리그 클라이맥스 시리즈 2스테이지(※6)   | 주니치 드래건스(센트럴 리그 2위)            | 4승 1패 = 일본 시리즈 진출(※8)     |
| 2009년 | 요미우리 | 일본 시리즈                                   | 홋카이도 닛폰햄 파이터스(퍼시픽 리그 1위)   | 4승 2패 = 일본 시리즈 우승         |
| 2010년 | 요미우리 | 센트럴 리그 클라이맥스 시리즈 퍼스트 스테이지 | 한신 타이거스(센트럴 리그 2위)              | 2승 0패 = 파이널 스테이지 진출     |
| 2010년 | 요미우리 | 센트럴 리그 클라이맥스 시리즈 파이널 스테이지 | 주니치 드래건스(센트럴 리그 1위)            | 1승 4패 = 탈락(※9)                 |
| 2011년 | 요미우리 | 센트럴 리그 클라이맥스 시리즈 퍼스트 스테이지 | 도쿄 야쿠르트 스왈로스(센트럴 리그 2위)     | 1승 2패 = 탈락                     |
| 2012년 | 요미우리 | 센트럴 리그 클라이맥스 시리즈 파이널 스테이지 | 주니치 드래건스(센트럴 리그 2위)            | 4승 3패 = 일본 시리즈 진출(※8)     |
| 2012년 | 요미우리 | 일본 시리즈                                   | 홋카이도 닛폰햄 파이터스(퍼시픽 리그 1위)   | 4승 2패 = 일본 시리즈 우승         |
| 2013년 | 요미우리 | 센트럴 리그 클라이맥스 시리즈 파이널 스테이지 | 히로시마 도요 카프(센트럴 리그 3위)         | 4승 0패 = 일본 시리즈 진출(※8)     |
| 2013년 | 요미우리 | 일본 시리즈                                   | 도호쿠 라쿠텐 골든이글스(퍼시픽 리그 1위)   | 3승 4패 = 탈락                     |
| 2014년 | 요미우리 | 센트럴 리그 클라이맥스 시리즈 파이널 스테이지 | 한신 타이거스(센트럴 리그 2위)              | 1승 4패 = 탈락(※8)                 |
| 2015년 | 요미우리 | 센트럴 리그 클라이맥스 시리즈 퍼스트 스테이지 | 한신 타이거스(센트럴 리그 3위)              | 2승 1패 = 파이널 스테이지 진출     |
| 2015년 | 요미우리 | 센트럴 리그 클라이맥스 시리즈 파이널 스테이지 | 도쿄 야쿠르트 스왈로스(센트럴 리그 1위)     | 1승 4패 = 탈락(※9)                 |
| 2019년 | 요미우리 | 센트럴 리그 클라이맥스 시리즈 파이널 스테이지 | 한신 타이거스(센트럴 리그 3위)              | 4승 1패 = 일본 시리즈 진출(※8)     |
| 2019년 | 요미우리 | 일본 시리즈                                   | 후쿠오카 소프트뱅크 호크스(퍼시픽 리그 2위) | 0승 4패 = 탈락                     |
| 2020년 | 요미우리 | 일본 시리즈(※10)                              | 후쿠오카 소프트뱅크 호크스(퍼시픽 리그 1위) | 0승 4패 = 탈락                     |
| 2021년 | 요미우리 | 센트럴 리그 클라이맥스 시리즈 퍼스트 스테이지 | 한신 타이거스(센트럴 리그 2위)              | 2승 0패 = 파이널 스테이지 진출     |
| 2021년 | 요미우리 | 센트럴 리그 클라이맥스 시리즈 파이널 스테이지 | 도쿄 야쿠르트 스왈로스(센트럴 리그 1위)     | 0승 1무 3패 = 탈락(※11)            |

- 성적에서의 굵은 글씨는 승리한 것을 나타냄.

※5 : 2007년 클라이맥스 시리즈 2스테이지는 5경기제이며 먼저 3승을 한 팀은 일본 시리즈 진출함, 리그 우승 팀에게는 어드밴티지가 없음
※6 : 2008년 이후의 클라이맥스 시리즈 2스테이지는(2010년 이후에는 파이널 스테이지) 6경기제이며 먼저 4승을 한 팀은 일본 시리즈에 진출, 리그 우승 팀에게는 1승의 어드밴티지가 주어짐
※7 : 어드밴티지 1승을 포함하였는데 3승을 기록하여 승리한 것은 무승부로 끝난 경기에서 승패가 동률인 경우 상위 팀의 우승이 되는 규정에 의함
※8 : 어드밴티지 1승을 포함
※9 : 4패 중에 상대 팀의 어드밴티지 1승을 포함
※10 : 2020년은 특례에 의해 센트럴 리그는 클라이맥스 시리즈가 없고 정규 시즌 우승 팀이 그대로 일본 시리즈 출전권을 얻었음
※11 : 3패 중 상대팀 어드밴티지의 1승을 포함. 3패로 탈락한 것은 무승부 경기에서 승수가 동률이 될 경우 상위 팀의 우승이 되는 규정에 의함

#### 월드 베이스볼 클래식
| 연도   | 대회명                     | 팀명            | 성적 |
| ------ | -------------------------- | --------------- | ---- |
| 2009년 | 제2회 월드 베이스볼 클래식 | 일본 국가대표팀 | 우승 |

## 저서
- 《原点》(주오코론신샤)
- 《일류가 되는 사람은 여기가 다르다 - 내가 만난 영웅들》(1998년 1월) ISBN 4-8174-0408-6
- 《선수들을 움직인 용기의 편지》(2003년 3월) ISBN 4-344-00312-8
- 《자이언츠 사랑》(2003년 11월) ISBN 4-344-00421-3

### 주해
1. ↑  당시엔 정령지정도시는 아니고 미나미구는 존재하지 않았다.
2. ↑  중학교 졸업을 앞두고 하라는 체육 수업(축구였는지는 알 수 없다)을 받던 도중에 왼쪽 발목 골절상을 입었다. 담당 의사로부터 “이 상태에서 너는 야구를 할 수 없을지도 모르겠다”라는 말을 들은 적이 있다. 부상 상태가 심각하여 최악의 경우 보행이 곤란하거나 혹은 심한 후유증이 남을 수 있어 통상적으로 야구를 그만둬야 하는 상태였다. 그러나 하라 본인은 야구를 계속하고 싶다는 열의가 강했기 때문에 끈기를 갖고 이후 재활훈련을 받으면서 다행히 부상에서 회복하는 데에 성공하여 야구를 계속할 수는 있었으나 훗날 아킬레스건 악화에 간접적으로 연결되었다.
3. ↑  당시 하라는 훈련에서 돌아오는 길에 단지 내에 있는 공원에서 모리무라의 장남과 자주 놀아주곤 했다. 모리무라는 당시 두 사람의 모습을 기억하고 있어 “잘 보살펴준 다쓰노리에게 감사하고 있다”라고 말했다.
4. ↑  1974년 하계 고시엔 대회(제56회 전국 고등학교 야구 선수권 대회)의 준준결승에서 하라가 소속된 도카이 대학부속 사가미 고등학교와 사다오카 쇼지가 소속된 가고시마 실업고등학교랑 맞대결을 했는데 연장 15회에 접어들면서도 승부가 나지 않을 정도의 경기를 펼쳤다. 당시 이 경기를 중계하고 있던 NHK가 일기 예보를 방송하기 위해 경기 도중 방송을 종료해서 시청자들로부터 항의가 빗발친 적이 있었다는 에피소드가 있었다(일본 전국 고등학교 야구 선수권 대회#텔레비전·라디오 중계#NHK에서의 중계 항목을 참조). 이 일전이 하라 다쓰노리라는 이름이 전국적으로 알려진 계기가 됐다. 또 하라가 요미우리에 입단했을 당시 ‘월간 자이언츠’의 지면에서 이미 팀 선배인 사다오카와의 대담도 실려 있었다.
5. ↑  대학 시절에는 전일본 대표 선수로 활약할 당시부터 친해지는 등 휴대폰과 메일을 통해 서로 연락을 주고 받을 정도였다. 2008년에 오카다가 한신 타이거스의 감독직에서 사임했을 때 “‘오카다 감독님, 그만두지 말아 주십시오’라는 내용의 하라 감독으로부터 메일이 왔다”라고 말했던 적이 있다(2008년 11월 16일에 방송된 닛폰 TV 《SUPER 우루구스》의 ‘독점 고백 - 한신 오카다 전 감독 사임의 진상’에서).
6. ↑  그러나 훗날 하라는 “부상당했던 것이 후회는 없었다. 쓰다라는 선수는 그렇게 생각하는 투수였다”라고 말했고[12] 직구가 빨랐던 투수를 묻는 질문에 “쓰다, 고마쓰, 스즈키 다카마사, 대학 시절의 에가와”라고 말하는 등 가장 먼저 쓰다를 꼽았다.[13]
7. ↑  제1차 감독 시절 당시 일본 시리즈 우승에 크게 기여한 요인이 당시 수석 코치였던 가토리 요시타카가 제안한 6일 간격으로 등판하는 선발 로테이션이였다. 구도 기미야스, 구와타 마스미 등과 같은 베테랑들을 유효하게 활용해 선수들의 능력이 완벽하게 발휘되게 한 것이다. 그러나 이듬해인 2003년에 팀은 상황이 일변해 투수진도 심각한 부진에 빠졌다.
8. ↑  
내역은 다음과 같다.
  - 3루수 부문: 1983년, 1987년, 1988년
  - 외야수 부문: 1990년, 1991년

### 출전
1. 1 2  《12구단 전선수 컬러 백과 명감 2015 (고사이도 베스트 무크 286호)》. 고사이도 아카쓰키. 2015. 124쪽. ISBN 978-4-331-80293-9.
2. 1 2  “原 辰徳選手プロフィール”. 《요미우리 자이언츠》. 2023년 1월 31일에 원본 문서에서 보존된 문서. 2023년 1월 7일에 확인함.
3. 1 2 3  《프로 야구 컬러 명감 2008》, 베이스볼 매거진샤, 2008년, p.11, ISBN 978-4-583-61526-4
4. ↑  주식회사 스포츠 닛폰 신문사 멀티미디어 사업본부. “巨人が原辰徳氏の３度目監督就任を正式発表　３年契約　退任・高橋監督と並んでひな壇に”. 《스포니치 Sponichi Annex》 (일본어). 2018년 10월 23일에 확인함.
5. ↑  《12구단 전선수 컬러 백과 명감》2004년·2005년판의 해설자 명감에서는 출신지 항목에 ‘후쿠오카현 오무타시 - 가나가와현 사가미하라시’라고 기재돼 있다.
6. 1 2  名将に学ぶリーダーシップ論──原 辰徳（読売ジャイアンツ監督） 보관됨 2013-06-15 - 웨이백 머신 - GQJAPAN, 2013년 5월 7일
7. ↑  原辰徳氏、母校東海大客員教授に 보관됨 2016-11-19 - 웨이백 머신 - 로이터
8. 1 2 3  참조: ‘原辰徳のいきいきトーク’ 프로그램 공식 홈페이지(인터넷 아카이브 저장 캐시)
  - 2004년 10월 당시(2004년 10월 13일)
  - 프로그램 종료 직후(2006년 1월 12일)
9. ↑  탄광마을에 핀 하라 미쓰구 야구 - 미이케 공업고등학교·고시엔 우승까지의 궤적(사와미야 유, 겐다이쇼칸, 2004년)
10. ↑  사토 마사야 편저 《데이터 뱅크 일본인》(겐다이쇼칸, 1982년), p.26-27
11. ↑  ‘도카이 대학은 ‘완전’, 하라는 타격 10위권에 들지 못했다’ - 요미우리 신문, 1977년 10월 25일자 조간, p.17
12. ↑  “原の左手を破壊した津田のストレート／プロ野球仰天伝説206”. 슈칸 베이스볼 ONLINE. 2018년 7월 17일. 2018년 8월 31일에 확인함.
13. ↑  “原氏と津田氏の勝負の絆は今でも生きている／コラム”. 닛칸 스포츠. 2016년 9월 19일. 2018년 8월 31일에 확인함.
14. ↑  보관됨 2019-04-27 - 웨이백 머신 보관됨 2019-04-27 - 웨이백 머신 【10月８日】1995年(平７)　他球団からの誘いも…原辰徳　巨人の「４番・三塁」で引退 - 스포츠 닛폰, 2010년 10월 1일
15. ↑  Sports Graphic Number, 2002년 10월 10일자, p.132
16. ↑  대타로 구와타를 내세운 이유에 대해서는 공식 홈페이지에 게재된 2002년 6월 22일의 일기에 논리적인 판단이었다고 밝혔다(좌타자인 오카지마를 상대로 왼쪽 대 왼쪽의 대결을 펼치기보다는 우타자를 대타로 기용하고 싶었기 때문, 기요하라는 보내기 번트를 염두에 두는 타자가 아니고 발이 느려서 병살로 잡힐 우려가 있기 때문, 무라타는 포수였던 아베가 부상을 당할 시 수비 요원으로 할 필요가 있었기 때문, 스즈키는 대주자라서 대타 기요하라가 출루한 뒤 그를 대주자로 내보낼 경우를 상정하고 있었기 때문). 그러나 하라 본인은 “야수를 신뢰하지 않아서 투수 구와타를 대타로 기용한 게 아니라 남은 야수들의 분야를 생각한 결과였다”, “기책에 기책을 거듭하는 경기, 모리 마사아키 감독에 대한 예가 결여된 경기였다”라고 그리 높이 평가하지 않았다.
17. ↑  EandB - COLUMN-tigers5
18. ↑  참고: 라디오 도쿄 스피리츠(TBS 라디오 개국 60주년 기념 특설 사이트)에서 나온 《하라 다쓰노리의 생생 토크》 방송 당시의 프로그램표 PDF 파일이다. 판클이 단독 스폰서에 의해서 타이틀은 《판클 하라 다쓰노리의 생생 토크》가 되고 있는 것이 명기됐다.
  - (일본어) 2004년 4월 당시 보관됨 2012-03-09 - 웨이백 머신
  - (일본어) 2004년 10월 당시 보관됨 2012-03-09 - 웨이백 머신
  - (일본어) 2005년 4월 당시 보관됨 2012-03-09 - 웨이백 머신
  - (일본어) 2005년 10월 당시 보관됨 2012-03-09 - 웨이백 머신
19. ↑  《슈칸 베이스볼》 2009년 10월 26일자 ‘특집: 하라 교진, 3연패!’에서는 오카다 아키노부(p.90-91), 도요다 야스미쓰(p.52-53), 미즈노 가쓰히토(p.28-29) 등이 하라의 지도력에 대한 극찬을 보냈다.
20. ↑  ＷＢＣ歴代監督の王会長と原監督が賛辞 - 데일리 스포츠, 2013년 3월 19일
21. ↑  原監督のインフルエンザ感染について - 요미우리 자이언츠 홈페이지, 2015년 4월 15일
22. ↑  主軸がタイムリーそろい踏み、原監督の復帰戦を見事白星で飾る 보관됨 2015-04-23 - 웨이백 머신 - 요미우리 자이언츠 홈페이지, 2015년 4월 21일
23. ↑  「夢の続き、全うできた」原監督が退任 - 요미우리 자이언츠 홈페이지, 2015년 10월 19일
24. ↑  もう40年の付き合いがある原監督の辞任にビックリや。辞めた理由、オレはよく分かる。「お疲れ様」。また戦う姿を見せてほしいものや - 슈칸 베이스볼 온라인, 2015년 10월 29일
25. ↑  【巨人】原氏、開幕ヤクルト戦で“解説” 보관됨 2016-01-20 - 웨이백 머신 - 스포츠 호치, 2016년 1월 19일
26. ↑  巨人OB会総会に92人 原氏が幹事就任「全面協力します」 - 산케이 스포츠, 2016년 12월 5일
27. ↑  “日本テレビ　2017年　読売巨人軍主催ゲーム　野球中継について”. 日テレ企業・IR情報. 2017년 2월 27일에 확인함.
28. ↑  닛칸 스포츠, 2018년 10월 11일자 1면
29. ↑  原監督が監督通算1000勝を達成
30. ↑  “巨人、セ・リーグ優勝…５年ぶり３７度目 : プロ野球 : スポーツ : ニュース”. 《요미우리 신문 온라인》 (일본어). 2019년 9월 21일. 2019년 9월 21일에 확인함.
31. ↑  “【巨人】４連勝で日本一逃す…菅野が７回途中４失点、丸の今シリーズ初安打も実らず”. 《스포츠 호지》 (일본어). 2019년 10월 23일. 2019년 10월 23일에 확인함.
32. ↑  “‘’名伯楽‘’巨人・石井琢朗1軍野手総合コーチによる打撃向上改革!!「7色のティー打撃」多種類の練習法にG戦士は悪戦苦闘も、原監督はご満悦”. 《주니치 스포츠》 (일본어). 2019년 11월 10일. 2019년 11월 10일에 원본 문서에서 보존된 문서. 2019년 11월 10일에 확인함.
33. ↑  한일 클럽 챔피언십은 사실상 아시아 시리즈의 대체 대회였지만 기록은 별도 대회로서 다뤄지고 있다.
34. ↑  주로 ‘무슨 문제를 전부 하라의 책임으로 만든다’, ‘하라가 누구누구를 싫어한다(또는 그 반대)’와 같은 이야기를 주로 게재하였는데 일례로 2009년에 극도의 타격 부진에 시달리던 이승엽을 2군으로 내려보냈는데 당시 구단 대표였던 기요타케 히데토시가 ‘하라 감독이 이승엽의 대우 때문에 엄청난 스트레스를 받고 있었다’라고 밝힌 이야기가 그 해의 석간 후지에 게재되었지만 석간 후지는 “대한민국내에서는 ‘하라 감독은 이승엽을 싫어하는건가’ 등 문의가 빗발쳤다고 한다”라고 병기하였다(출처 : G李2軍調整の波紋…韓国で原やり玉「嫌われた」 보관됨 2009-07-20 - 웨이백 머신 - zakzak, 2009년 7월 17일).
35. ↑  이 회사의 광고에서는 ‘어드바이저’(アドバイザー)라고 표기했다.
36. ↑  도쿄 스포츠, 2009년 12월 2일자, 2면
37. ↑  2010년에 출간한 자서전에 나온 내용이다.
38. ↑  2006년에 노무라는 퍼시픽 리그 라쿠텐의 감독으로 복귀했다.
39. ↑  당시 나카하타는 2005년에 요미우리 조감독을 맡아달라는 구단의 요청을 고사했고 정계 진출을 노리고 있었다.
40. ↑  不倫で１億円払った原監督　「清武さん」暴露もうやめて - 스포니치, 2012년 6월 21일
41. ↑  原監督　ファンに謝罪「私はある女性と関係を持ちました」 - 스포니치, 2012년 6월 20일
42. ↑  騒動飛び火…中畑監督「元暴力団員を仲介」 - 스포니치, 2012년 6월 28일
43. ↑  “2009年 日本プロスポーツ大賞発表!!”. 《日本プロスポーツ大賞》. 公益財団法人日本プロスポーツ協会. 2022년 3월 31일에 원본 문서에서 보존된 문서. 2022년 4월 2일에 확인함.
44. ↑  《관보》 제508호, 레이와 3년(2021년) 6월 8일
45. ↑  우사미 데쓰야 저 《일본 프로 야구 기록 대감》(고단샤), p.410
46. ↑  “【巨人】原監督が史上10人目の通算1200勝、ポランコが同点弾＆決勝犠飛”. 《닛칸 스포츠》. 2022년 8월 6일. 2022년 8월 6일에 확인함.